# Franz Schalk
Franz Schalk (* 27 de mayo de 1863 en Viena; † 3 de septiembre de 1931 en Edlach, municipio de Reichenau an der Rax, Baja Austria) fue un director de orquesta austriaco y durante mucho tiempo director de la Ópera Estatal de Viena.

## Trayectoria
De 1875 a 1881, Franz Schalk estudió violín con Joseph Hellmesberger y Karl Heissler, piano con Julius Epstein y teoría musical y composición con Anton Bruckner en el Conservatorio de Viena de la Gesellschaft der Musikfreunde.  Siguiendo el consejo de Bruckner, emprendió su carrera como director de orquesta. Después de las primeras estapas en Olmütz, Chernivtsi, Karlovy Vary, Reichenberg, Breslau y Graz, llegó al Teatro Estatal Alemán de Praga en 1895 y a la Ópera Real de Berlín en 1898. También fue director invitado en el Covent Garden de Londres (1898, 1907 y 1911) y en el Metropolitan Opera de Nueva York (1898/99), lo que estableció su reputación internacional como director de Wagner y su maestro Bruckner.
En 1900, Schalk fue designado por Gustav Mahler como primer director de la Ópera de la Corte de Viena. Allí dirigió el estreno del ballet Der Schneemann de Erich Wolfgang Korngold (1910). De 1904 a 1921 dirigió los conciertos de la Gesellschaft der Musikfreunde en el Musikverein. De 1909 a 1919 fue profesor en la Academia de Música de Viena y de 1918 a 1929 director de la Ópera Estatal de Viena. De 1919 a 1924 compartió este cargo con el compositor Richard Strauss, cuya ópera Die Frau ohne Schatten se estrenó en 1919 bajo la dirección de Schalk. Este período se considera el apogeo de la Ópera Estatal, cuyas actuaciones como invitado justificó con viajes a Ginebra, París, Colonia y Estocolmo.  Schalk jugó un papel decisivo en la fundación del Festival de Salzburgo y trabajó allí como miembro de la junta hasta su muerte,  también ocupó un puesto como director en la Wiener Hofburgkapelle.
Durante su mandato como director de ópera se estrenaron muchas obras importantes; como los fragmentos de la Décima sinfonía de Gustav Mahler en 1924.
Schalk vivió durante un tiempo en el Distrito Municipal nº 13 de Viena, Hietzing, en la Elßlergasse 26. En 1935, la cercana Franz-Schalk-Platz recibió su nombre. La Filarmónica de Viena otorga la Medalla de Oro Franz Schalk desde 1963.

## Relación con Bruckner y su música
Al igual que su hermano mayor Joseph, Franz Schalk fue alumno de Anton Bruckner. Aunque contribuyó significativamente a dar a conocer las sinfonías de Bruckner, debe mencionarse que modificó extensamente estas obras para su interpretación, a menudo en colaboración con su hermano y/o Ferdinand Löwe, y muchas veces las distorsionó por completo. El ejemplo más llamativo aquí es el de la Quinta Sinfonía, cuyo estreno dirigió Schalk en Graz en 1894. En su movimiento final eliminó más de 100 compases y, al igual que los demás movimientos sinfónicos, reinstrumentó completamente el resto. El trabajo fue finalmente publicado en esta versión. Fue solo en la década de 1930 cuando el musicólogo Robert Haas pudo publicar las versiones originales de la quinta y otras sinfonías de Bruckner con la versión original de Bruckner recuperada. Las versiones de los hermanos Schalk y Ferdinand Löwe cayeron entonces en el olvido.
La relación entre Bruckner y Schalk no estuvo exenta de problemas. Como ahora se desprende de la publicación del intercambio de cartas (Benjamin-Gunnar Cohrs había informado sobre esto), los hermanos Schalk no siempre fueron honestos con Bruckner. Exteriormente actuaron como muy serviciales; pero entre bastidores a menudo se burlaban de él. Bruckner pareció intuir esto, y según Max Auer estaba muy molesto con sus modificaciones.  A pesar de algunos rasgos de carácter cuestionables en el joven Schalk, que quizás puedan disculparse por su inmadurez, Schalk fue uno de los defensores más importantes de la música de Bruckner, que era muy atacada por los partidarios de Brahms, especialmente el crítico sectario Eduard Hanslick.
Revisó sus puntos de vista a lo largo de su vida y dudó sobre la idea de una edición completa. Max Auer informó de una reunión de expertos de Bruckner en Múnich (1927) en que Schalk aprobó la publicación de los manuscritos, aunque solo con fines científicos. La versión de Linz de la Sinfonía n.º 1 también le pareció importante y el lanzamiento del manuscrito de la Sexta Sinfonía.
Estaba particularmente interesado en ver la Misa en fa menor impresa en la versión original y simple de la orquesta de la corte, porque con gusto y con regularidad había dirigido esta misa en la versión manuscrita después de 1919. (¡De alguna manera estaba rechazando indirectamente el trabajo de su hermano Josef, quien había modificado en gran medida la primera edición! )
Siegmund von Hausegger informó que en 1930 que Schalk adoptó una actitud muy crítica y autocrítica hacia su propio trabajo como arreglista. A petición de Auer, que quería que se hiciera cargo del estreno de la sinfonía n.º 9 en la versión original; pero como ya estaba gravemente enfermo, no pudo responder a la carta de Auer, y Siegmund von Hausegger se hizo cargo de este memorable estreno en 1932.
Franz Schalk estuvo casado con la cantante Lili Schalk (nacida von Hopfen, 1873-1967). Como su heredera, poseía muchos de los manuscritos de Anton Bruckner. Aunque hubo un acuerdo contractual para que estuvieran disponibles para la edición completa, al menos para su inspección, siempre hubo problemas con la gestión de la edición completa de Anton Bruckner. Por ejemplo, en 1939 a Robert Haas se le negó el acceso a la copia de la tercera Sinfonía (III/3). Solo Leopold Nowak tuvo acceso a muchas de las fuentes. 